# かにタク言ったもん勝ち
かにタク言ったもん勝ち（かにタクいったもんがち）は、東海ラジオ放送で1997年4月7日から2025年3月30日まで放送されていた番組（蟹江篤子とタクマの冠番組）である。通称「かにタク」。かつては平日朝〜午後のワイド番組として放送されていたが、曜日や時間の変遷を経て、最終回の時点で日曜日 19:00 - 20:00の1時間番組となっている。

## 概要
- 「かにタク」とは、パーソナリティの蟹江篤子（かにえ あつこ、フリーアナウンサー）とタクマ（タレント、マジシャン）のことを表す。
- 番組ホームページには「まじめなコミックショー調トークワイド」と紹介されている。
- 1997年3月、1978年10月から18年半にわたって放送された午後のワイド番組の『ぶっつけワイド』が終了し、それに伴う改編で同枠の後継番組としてスタート。当時、東海ラジオのアナウンサーで『ぶっつけワイド』のパーソナリティー経験のあった蟹江[1]と、同じく東海ラジオの各番組に出演していたタクマ[2]が、パーソナリティーとして起用された。
- 当初は午後枠で始まった番組であるが、この頃、平日朝の時間帯がCBCラジオの『つボイノリオの聞けば聞くほど』に大きく水をあけられた状態になっていたことが問題視され[3]、急遽、1998年8月より平日午前中の時間枠へ移動した（当初の放送枠には夕方に放送していた『宮地佑紀生の聞いてみや〜ち」がスライドする[4]）。以降、たびたび放送時間の変更は行われてきたが、 2008年10月28日の放送で通算3,000回、2014年5月12日の放送で通算4,444回を迎え、20年以上続く長寿番組へと展開していった。なおこの間に蟹江は東海ラジオを定年退職し、フリーアナウンサー・パーソナリティに転身した。
- 2016年4月からは毎週金曜のみの放送に縮小。同月より月曜から木曜の朝ワイド番組『タクマのHAPPY TIMES!!』の放送開始という番組編成上の都合と、（詳細は明らかにはされていないが）蟹江の意向を汲んだものとされる[5]。さらにその1年後の2017年春改編では『タクマのHAPPY TIMES!!』が金曜日も放送される事になったため、ワイド番組としての放送を終了[6]した。ちなみにワイド番組としての最終回は通算4,989回で、「四苦八苦」と自虐を込めていた。
- その後、番組自体は毎週土曜日の30分（録音）番組として存続することとなったものの、2022年4月の番組改編ではさらに放送時間が15分に短縮され、日曜早朝の6:10-6:25の放送枠に移動[7]した。それでも看板コーナーである「ばばぁ〜ずBarber」「かにタクポスト」については変わらず継続されていた。
- 2022年10月の改編により、日曜19:00-20:00の1時間の放送枠に拡大して移動。番組内では懐かしの音楽が数曲かかるようになったほか、通販やクイズなどかつてのコーナーが一部復活している。
- 2025年2月2日放送で、同年3月30日の放送をもって最終回となる事が発表された。最終回は19:00-20:30と放送時間を拡大し生放送で行い、28年の放送に幕を閉じた[8][9]。その一方で、同年4月6日（毎週日曜20:00-20:30）より「『言ったもん勝ち』の精神を引き継ぐ」形で、タクマ単独となる『タクマの言ったもん勝ち』として放送を開始する。

## 放送時間の変遷
- 1997年4月7日 - 1998年7月31日:平日 13:00 - 15:00
- 1998年8月3日 - 2004年9月30日:平日 10:00 - 12:00
- 2004年10月1日 - 2010年4月2日:平日 9:00 - 12:00（第1期）
- 2010年4月5日 - 2013年9月27日:平日 9:00 - 13:00
- 2013年9月30日 - 2014年9月26日:平日 10:00 - 13:00[10]
- 2014年9月29日 - 2016年4月1日:平日 9:00 - 12:00（第2期）
- 2016年4月8日 - 2017年3月31日:金曜 9:00 - 12:00[11][12]

ここまで生放送。以下（最終回を除く）は収録放送。
- 2017年4月8日 - 2022年3月26日:土曜 7:30 - 8:00[13]
- 2022年4月3日 - 2022年9月25日:日曜 6:10 - 6:25
- 2022年10月2日 - 2025年3月23日:日曜 19:00 - 20:00
- 2025年3月30日（最終回）：19:00 - 20:30（生放送）

## 出演者

### レギュラー
- 蟹江篤子（フリーアナウンサー、2009年1月までは東海ラジオアナウンサーとして出演）
- タクマ - 名古屋を中心に活動しているタレント。マジシャンとしても活動。

### ピンチヒッター
ワイド番組時代は、蟹江・タクマは年2回1週間の休みを取ることがあった。過去のパターンとして、蟹江の代役として坂口美奈子、タクマの代役として松原敬生がピンチヒッターを務めることが多かった。
近年は、蟹江が単独で休みを取ることが多く、タクマとともに「アマタク」コンビで呼ばれる天野良春が蟹江の代役を担当する機会が多かった。その週は『黄金週間』と呼ばれることがある（『黄金週間』に当たったときは、番組のジングルも「かにタク - 」→「アマタク - 」に変更された）。週1回放送に代わってからは「かにタク」そのものが休止となる（後述）。
近年の主なピンチヒッター
ワイド番組
- 2007年7月9日 - 13日 タクマ→村上和宏（東海ラジオアナウンサー）
- 2008年1月21日 - 25日 タクマ・蟹江→村上和宏・坂口美奈子
- 2008年2月14日・15日 「かにタク」リスナーと行くハワイツアーの期間中
  - 坂口美奈子・土屋礼央（RAG FAIR）（14日のみ）、坂口美奈子・村上和宏（15日のみ）
- 2009年1月12日 - 16日 タクマが主宰するマジック教室に通う生徒との旅行
  - タクマ→源石和輝（12・13日、東海ラジオアナウンサー、愛称:「かにげん」）、森貴俊（14・15日、東海ラジオアナウンサー、愛称:「かにもり」）、水谷ミミ（16日のみ、愛称:「かにミミ」）
- 2009年2月2日 - 6日 蟹江→青山紀子（当時は東海ラジオアナウンサー）
- 2009年3月2日・3日 「かにタク」リスナーと行くハワイツアー
  - 天野良春、坂口美奈子（2日のみ） - このコンビは以前放送されていた「土曜はごきげん天野良春ショー」のパーソナリティとアシスタントのコンビである。
  - 内藤洋子（かつて中日ドラゴンズなどで活躍した平野謙の実姉）、村上和宏（3日のみ） - かつて放送されていた「松原敬生のバラエティジャーナル」のアシスタントであった内藤と、松原が休んだときの代役として村上が登場し、共演したことがあるらしい。村上本人は覚えていなかったが、内藤は話した内容まで覚えていたという。
- 2009年6月22日・23日 アマタク&リスナーと行く香港&マカオツアー（ツアー自体は6月20日 - ）
  - タクマ→森貴俊（22日のみ、今回は愛称なし）、内藤洋子（23日のみ）
- 2010年2月8日 - 12日　蟹江→山崎聡子（8日のみ）、青山紀子（9日 - 11日）、川島葵（12日のみ、当時は東海ラジオアナウンサー）
- 2010年3月2日 タクマ→安蒜豊三（当時は東海ラジオアナウンサー）
タクマが尿路結石析出のため病院へ行っていた為、10時40分頃まで代理出演。尚、前日の放送ではタクマは11時10分頃までの出演。以降は蟹江一人で進行したが、この番組では珍しく、テーマを発表し、そのテーマに基づいて寄せられたメッセージを読んでいた。
- 2010年3月8日・9日　「かにタク」リスナーと行くサイパンツアー
  - 村上和宏、佐藤友香（当時は東海ラジオアナウンサー）（全日）
- 2010年6月28日・29日 アマタク&リスナーと行く上海万博ツアー（ツアー自体は6月27日 - ）
  - タクマ→安蒜豊三（全日）
- 2010年7月29日・30日　タクマ→小島一宏（29日）、天野良春（30日）
- 2010年12月20日 - 24日　蟹江→山崎聡子（20、21日）、川島葵（22、23日）、青山紀子（24日）
- 2011年2月25日・28日　「かにタク」リスナーと行くグアムツアー
  - 村上和宏、深谷里奈（どちらも東海ラジオアナウンサー）（全日）
- 2011年5月30日 - 6月3日　蟹江→青山紀子（30、31日）、川島葵（1、2日）、山崎聡子（3日）
- 2011年10月24日 - 28日　蟹江→川島葵（全日）
- 2012年2月6日 - 10日　蟹江→天野良春（6 - 8日：「アマタク」）、蟹江→青山紀子（9、10日）
- 2012年2月20・21日 「かにタク」リスナーと行くハワイツアーの期間中
  - 森貴俊、深谷里奈（全日）
- 2012年6月4・5日 アマタク台湾ツアー
  - タクマ→森貴俊（全日）
- 2012年10月22日 - 26日　蟹江→天野良春（22 - 24日：「アマタク」）、蟹江→山崎聡子（25,26日）
- 2012年12月25日 - 31日　蟹江→安蒜豊三（25日のみ）、蟹江→山崎聡子（26 - 28日）、蟹江→天野良春（31日のみ「アマタク」）
蟹江の声の調子を考慮し、急遽代役を設けての放送となった。尚、25日のみ、蟹江はスタジオで見学していた。
- 2013年2月4日 - 8日　蟹江→天野良春（4 - 6日 「アマタク」）、蟹江→川島葵（7、8日）
- 2014年9月22日 - 26日　蟹江→青山紀子（22、23日）、山崎聡子（24 - 26日）
- 2014年9月29日 タクマ→村上和宏
タクマが東海ラジオへ向かっている最中に走行中のトラックの荷物が頭に直撃する事故に遭遇し負傷。病院に搬送されたタクマに代わり、急遽予定が空いていた村上が代役となっての放送となった。イレギュラーのためタイトルやジングル等変更はなし。タクマは頭を数針縫うケガを負ったが、翌日より復帰した。
- 2015年8月31日 - 9月4、7 - 11日　蟹江休暇（スペイン・ポルトガルへの「巡礼の旅」のため。蟹江は番組開始以来初の2週間にわたる長期休暇）
  - 蟹江→天野良春（期間中全日 「アマタク」）
- 2015年10月5日 - 9日　蟹江の身内に不幸があったため
  - 蟹江→森貴俊（5日のみ）、天野良春（6 - 9日 「アマタク」）
- 2016年1月11日 - 1月15日　タクマ休暇（グアム家族旅行のため）
  - タクマ→森貴俊（11 - 13日）、安蒜豊三（14 - 15日）
- 2016年3月11日 - 15日　「かにタク」リスナーと行くハワイツアーの期間中
  - 蟹江→森由貴子（11日のみ）、松原敬生・成田香織（14日のみ、成田は当時は東海ラジオアナウンサー、「松原敬生 日曜も歌謡曲」コンビ）、タクマ→安蒜豊三（15日のみ）

週1回放送
- 2020年2月22・29日・3月7・14・21・28日 蟹江→天野良春
蟹江の体調不良のため（4月4日より復帰）

### 特別対応
- 2016年9月23日 - 蟹江休暇のため、普段は金曜日は放送しない『タクマのHAPPY TIMES!!』を「増刊号」と称して放送した[14]。
- 2020年2月15日 - 蟹江が体調不良のため、休演（既に前週8日の放送では体調の悪さを伺わせていた）。タクマ単独で進行。

## コーナー・番組の流れ
- 番組コンセプトは『笑いは百薬の長』。
- 基本的に、リスナーから投稿されたFAX・メール[15]を元にしてトークが行われる。この投稿は笑える話が多く、これが番組のベースになっている。
  - 番組開始当初はリスナーに配慮して毎日テーマを設定していたが、テーマ設定をするという手法が他番組でも用いられるようになったことと、「リスナーもテーマからメッセージを考えるのが大変だから」という理由で、1999年3月をもってテーマ設定を取りやめ、フリーテーマとした。テーマがなくなり、最初はメッセージも少なかったが、番組で紹介されたメッセージに別のリスナーが反応してメッセージを送る・・・という風にしてメッセージが多くなったという。
  - 土曜朝の30分番組に短縮された際に「かにタクポスト」「ばばぁ〜ずBarber」を除くコーナー・箱番組は全廃され、リスナーからの投稿と二人のトークに特化されていたが、日曜夜の60分に拡大したことに伴い、魔除けストラップ争奪と銘打って「あんた誰クイズ」が復活している。
- （ワイド番組当時は）寄せられたお便りの中から、「ばばぁ〜ずマジックDVD○」（○にはシリーズナンバー。当初はビデオだった[16]。）。「魔除け」[17]「携帯魔除け」「魔除けストラップ」が各2名にプレゼントされていた。
  - 放送時間短縮以降も「魔除け」プレゼントも続くこととなったが、時間短縮後初の放送となった2017年4月8日の放送では「かにタクポスト」投稿者以外はプレゼントなしとなったこともあった。
- ワイド番組当時は、合間に後述の「ジャパネットたかたラジオショッピング」や、タクマがレギュラー出演する土曜 6:45-7:00放送の「タクマのケンコー・イキイキ宅配便」で扱うケンコーの商品など、スポット商品のラジオショッピングコーナーを多く挟んでいた。

### オープニング
冒頭でジングルをかけ、BGMをバックに番組挨拶をしてから、オープニングトークを行う。
ワイド番組当時は、オープニングトークの後、2人で「かにタク言ったもん勝ち!」と言ってからテーマ音楽がかかっていた。続けて蟹江が電話・ファックス・Eメールのアドレスを案内し、タクマが「今日もお昼12時までお付き合いいただきます」と言ったあと、2人で「よろしく!」と言って締めていた。

### あんた誰クイズ
帯番組時代は火曜10時台に放送されていた。
とある有名な（昭和歌謡）曲の原曲を聴いた後に誰かのカバーバージョンが問題として流れ、ヒント（番組内では「今日の1(ワン)ヒント」)を参考にして誰が歌っているのかを当てるというもの。この別バージョンを歌っているのは歌手はもちろん、時には俳優や意外な芸能人であったりする事もある。
また公開放送では、実際に音声を流し、観客参加型のクイズとして行われていた。週1回放送移行後はレギュラーコーナーとしては一旦廃止されたが、公開収録や聴取率調査週間時に限定して行われたこともあった。
2022年秋の改編で放送時間が1時間に延長されたことに伴い、レギュラーコーナーとして復活。正解者の中から抽選で過去の魔除けストラップが送られている。

### かにタクポスト
土曜・日曜早朝時代はオープニングトークに続けて放送。「手紙」・「はがき」で送られてきたメッセージを読み、その後、2人が話を展開する。自転車のブレーキをかける音とともに『ふぅ〜。かにやまたくぞうさ〜ん、郵便で〜す!』の声（同社アナウンサーの安蒜豊三）とともに、カーペンターズの『プリーズ・ミスター・ポストマン』がバックに流れ、パーソナリティ2人が『郵便屋さ〜ん、ありがとぉ〜!』と郵便配達の人に対してのねぎらいの言葉をかける。なお、メッセージ採用者には必ず「ばばーずマジックDVD○（○にはシリーズナンバー）」がプレゼントされている。
ワイド番組当時は「ばばぁ〜ずBarber」の後に放送されるコーナーで、タイムテーブルでの提供表記は「各社」とされていた。過去には不定期で、コーナーの終了間際に「東海ラジオとドラッグスギヤマのおすすめ品コーナー」の商品が紹介されていた。2017年3月時点で11時台前半の放送だったが、10時スタート当時は10時台前半に放送されていた。

### ばばぁ〜ずBarber
通称「ばばぁ〜ず」。番組初期から続く人気&看板コーナー（ワイド番組当時は11時の時報後に放送・2017年時点ではノークレジット）で、30分番組、15分番組へと短縮されても大筋の内容は変わることなく存続している。
内容はパーソナリティーの2人がそれぞれの祖母（テツ:蟹江、モヨ:タクマ）に扮し、「長屋」と呼ぶ「東区東桜商店街」の架空の理髪店を舞台に、毎回身近な出来事やリスナーの葉書を取り上げながら、コテコテの名古屋弁でしゃべりまくるというもの。
なおこのコーナーで蟹江・タクマが自身のことを語る際は一応“孫の話”としているが、キャラクター及び設定の境界は年々曖昧になっている。
ちなみに、かつて存在した東海ラジオのインターネットラジオ「commuf@Radio」や、ポッドキャストでも“ばばぁ〜ずトークバトル”と題して話していたことがある（AMラジオとは違い「公共の電波で流れない」という意識があったのか、本家より若干過激な内容となっていた。毎週火曜日更新→2015年7月末配信終了）。
さらに余談だが、ワイド番組当時は年に数回（主に聴取率週間）、ばばぁ〜ずの放送内容からクイズを出題する「○○（プレゼントされる品名）争奪！おばあちゃんクイズ」というものが行われていた事があった。
これは「ばばぁ〜ずBarber」の内容をすべて聞いていないと正解が解らない仕様の上、出題時間も毎回定まっていなかったために、比較的難易度の高いイベントであった。

### エンディング
蟹江がBGMをバックにプレゼントの当選者を発表し、2人のお別れのあいさつ（「それではまた来週も、言ったもん勝ち！」）で番組終了。録音放送のため、後続番組の『小島一宏 一週間のごぶサタデー』→『きくち教児の楽気!DAY』→『高井一 スイッチ・オン!』のパーソナリティとのクロストークはない。
ワイド番組当時は、同じくBGMをバックにプレゼントの当選者を発表し、後続番組の『日替わりラジオ コレカラ』の金曜担当パーソナリティと「かにタク」のクロストークがあった。最後は「それではまた来週も、言ったもん勝ち！」で締めていた。

## 過去に放送されていた主なコーナーなど

### レギュラーコーナー
- クイズなんかヘンだがや〜! （2014年10月1日 - 2017年3月31日）
9時スタートになって以降は、スタート直後の目玉コーナーであった。「ヘンだがやクイズ」とも呼ばれる。毎回1つのニュース・話題・出来事を紹介するが、その中で1ヶ所だけ間違っているところがあるので、どこが違うかを当てるクイズ[25]。FAXやメールで解答を募集し(10時締切)、10時の時報の後に正解を発表。当選者は11時前に発表される。1人1通が原則であり、番組内でも2008年2月の終わり頃から呼びかけるようになった。なお、メールでの解答は件名欄に入力するよう呼びかけていた。問題にもよるが、日によっては東海ラジオのFAX・メールの受信機がパンクするほどの簡単な問題から、正誤含めて総合計が100ほどと差がある。なおコーナー開始当初は9:20頃、その後オープニング直後の9:05頃の出題であった。また、以前は10時の時報後の正解発表とともに正誤の割合を発表していたが、回答を寄せる数が多いため、10時の時報後と11時の時報前のどちらか2回に分けて発表することが多かった。その後、11時前の1回のみの発表となった。当初は、中日新聞を隅から隅まで読んでいないと正答が分からないような難解な出題であったが、その後大幅に易しくなった。受信メールを他のコーナー宛と区別するため、2008年10月6日からこのコーナー専用のメールアドレスが作成されていた。30分番組への短縮に伴い、2017年3月31日をもってコーナー終了。
- まぁいかん!朝から笑える!
笑えるメッセージを紹介する。稀にパーソナリティが笑ったままCMに入ることがあった[26]。このコーナーは以前の10時スタート時代はオープニング後のトップバッター的役割を担ったコーナーであったが、9時スタートに伴い時間枠を変更されずに残った形となり、2013年秋改編以降は「クイズなんかヘンだがや〜!」がオープニング直後に移されたため、放送開始時刻が繰り下げられた。週1回放送移行に伴い、枠廃止。
- あったらかけてよ（2001年頃 - 2016年3月、毎日→2005年頃よりレギュラーでは月のみ） 
毎週月曜日・祝日・長期の休みの期間内のコーナー（2時間時代は毎日放送されていた）。自分では聴きたいが探せないなつかしのレコード・CD専用大人気リクエストコーナー。リスナーからの情報を元に蟹江やスタッフが探す。ただし、タイトル通り、東海ラジオに音源が「あったら」かけてくれるが、ない場合はかけてもらえない。そして大人気のため、現在は6ヶ月ぐらい待つ覚悟が必要らしい。採用の際には、記念品がプレゼントされていた。週1回放送移行に伴い、レギュラーコーナーとしては終了。
- 絵本の時間 おはなしマラソン  （ - 2017年3月31日）
蟹江が毎回1話の絵本を朗読する（帯番組時代は水曜のみ。2009年3月27日までは金曜日、2010年3月25日までは木曜日も放送されていた。2016年4月8日から2017年3月31日までは10時台レギュラー）。蟹江が休みなどで不在の場合は、事前に収録されたものを放送している。このコーナーは中日新聞のラジオ欄の番組紹介欄で紹介される確率が高い。なおこのコーナーで過去に放送された絵本の朗読は、commuf@Radioで聴くことが出来た。以前はマイケア、日本出版販売が提供となっていた[27]。30分番組への短縮に伴い、2017年3月31日をもってコーナー終了。
- ばばぁ〜ず無責任相談室
「ばばぁ〜ずBarber」の時間枠で、リスナーから寄せられたお悩み相談に笑いを交えて答えるコーナー。オープニングには植木等の『無責任数え唄』が流れる。番組が13時までの頃は、12時の時報後すぐに放送されていた。相談内容により1〜2分でコーナーが終わってしまうこともあれば、10分近くしゃべり続けることもある（このため、直後の「TOKYO UPSIDE STATION」の開始時刻は一定していなかった）。元々、2007年11月7日から2010年4月2日まで金曜日限定で放送されていたものであったが、2014年秋の改編で放送時間が12時までに変更したことにより、コーナー終了。
- ばんげのまわし（放送開始 - 2014年10月）
12時台前半に放送。毎週ひとつの食材をテーマに、リスナーからのアイデア料理を募り紹介する。『美味時間』の放送開始後は同番組に移行したが、2010年4月5日から番組の時間延長に伴うリニューアルで復活していた。なお『ばんげのまわし』とは名古屋弁で『夕食の支度』の事。2014年秋の改編により一旦休止となったが、これまでに紹介されたレシピは『かにタク サブちゃんねる』で確認可能。
- 花当てクイズ
2009年夏から約1年間、タクマ向けの限定の声として「今日のスタジオの花は？」（声の主などはさまざま）という放送中のスタジオ内の花の名前を答えるというのがあった。不正解だと前述の残念なジングル（番組では「フォワンフォワンフォワァァァ〜ン」と称する。「ハピタイ」でも使用）が流れ、正解するとファンファーレが鳴る。残念なジングルの回数は毎日カウントされ、一定の回数を超えるとタクマが罰ゲーム（自腹で賞品を提供、本人が嫌がるホラーイベントへの強制連行など）を受けた。一方で放送上のヒントでリスナーからも回答を予想する投稿を受け付ける時期もあった。2010年9月をもってタクマが一方的にクイズからの卒業を宣言（回答ボイコット）したため自動消滅。番組ブログでも2010年11月24日をもってカウントを終了した（通算292回）。以降も「今日の花の名前は何？」という呼びかけはあるが、基本的にはリスナーへの呼びかけとなっている。
- かにタク ピピッと!あいち（月曜日、10時台中盤）
2009年9月26日に中日ビル・地下1階にオープンした愛知県アンテナショップ「ピピッと!あいち」応援隊長に蟹江が起用されたことからスタートした。コーナーではピピッと!あいちで展示・販売される新商品を中心に、今まで知らなかった愛知県の味や匠の技をピックアップしていく。
- 遅くなってごめんね
2010年4月の番組改編からは、毎週金曜日12時台後半に放送されていた[28]。1週間番組に送られてきた「普通のお便り」で読めなかったのを紹介する。なおこのコーナーのタイトルジングル「お客さん、遅くなぁってごめんね〜」の部分で、美樹克彦の『花はおそかった』の一部分が使用されていた。
- かにタクのラジオショッピング
11時の時報後に放送されていた（2010年頃は11時前に放送）。内容はパーソナリティーが商品を紹介。注文専用電話番号もあった。なお、紹介する商品が食べ物の場合、当時『美味時間』のパーソナリティーであった早川佳樹[29]が登場する割合が多かった[30]。
- おはようレポート（2004年10月1日 - ?）
9時台に放送。レポートドライバーが街へ飛び出し、朝の風景を伝える。
- 出逢いふれあいちょっといい話（? - ?）
- 家族の思い出の1曲（? - 2004年9月）
10時台に放送。はがき・FAXで寄せられた家族の思い出の1曲をメッセージと共に紹介。また、寄せられたメッセージについて、蟹江・タクマが一言コメント。
- 嗚呼、お父さんに幸あれ（2005年頃 - 2006年頃、火曜日）
10時代に放送。リスナーからの「お父さんへのメッセージ」「お父さんからのメッセージ」を伝える。
- 海外生活 新発見（火・木・金→火・金曜日、? - ?)
海外で生活する日本人に、ちょっと珍しい生活習慣から季節の話題、食べ物まで、興味をそそる話題をレポート。
- 懐かしのアニメリクエスト（金→木曜日、2003年頃 - ?）
- さだまさしの一所懸命日めくりカレンダー（2009年4月1日〜2010年4月1日）
東海ラジオ開局50周年関連企画のひとつ。毎日『さだまさし一所懸命日めくりカレンダー』から蟹江が紹介。オープニング&エンディングにはさだ本人が登場するほか、2009年6月1日分からは不定期でさだ本人が蟹江の部分を担当していた。
- かにタク徳島お遍路倶楽部（提供：ANA〈かにタクの2人が出演するオリジナルCMを放送〉）
「お遍路」をキーワードに、飛行機で出かける徳島旅行の魅力を伝える。毎週火曜日は、「お遍路」を切り口とした徳島の札所・グルメ・観光・歴史・人・穴場などを、番組ADの通称・ちーこが紹介、毎週金曜日は、地元徳島のフリーアナウンサーの藪田ひとみによる電話リポートを届けた。
- せんせいあのね（月 - 木曜日、放送開始 - 2001年頃）
11時台に放送。小学1年生のひとことを紹介。このコーナーは蟹江担当のワイド番組で当番組まで続いているもの。理論社の同名の書籍（鹿島和夫著）をそのまま読んでいるのかオリジナルなのかは不明。
- 純喫茶かにタク（月・水・金曜日、? - 2001年頃)
- かにタク倶楽部（2001年頃 - 2003年頃）
11時台に放送。お便り紹介コーナー。
- かにタクお達者倶楽部（2003年頃 - 2004年頃）
11時台に放送。リスナーからの「『お達者』な生活のコツ」を紹介するコーナー[31]。
- ちょっと旅気分【提供：近畿日本ツーリスト】（水 - 金のみ）
12時30分過ぎに放送。おすすめの旅プランを紹介。なお東海ラジオで催される大半のツアー旅行は近畿日本ツーリストが協力しているため、参加者募集中の場合はその旅プランが紹介される。ばんげのまわし同様「美味時間」の放送開始後に同番組に移行し、その終了とともに2010年4月7日より「かにタク」に戻っていた。
- (昼ワイド時代)ドラゴンズ情報

以下の番組は、2017年4月より30分番組への短縮に伴い、「タクマのHAPPY TIMES!!」内へ移行した。
- はぴねすくらぶラジオショッピング - 9時55分頃に放送。
- ジャパネットたかたラジオショッピング 
ワイド番組時代は、10:10・11:30頃に放送。当初は1日1回だった。10時台は以前は10:30頃の放送であったが、「タクマのHAPPY TIMES!!」放送開始に合わせて、同じ時間帯の10:10頃の放送に前倒しされている。11時台は変わらず30分頃の放送である。2004年途中から「かにタクラジオショッピング」に代わるレギュラー枠でのラジオショッピングコーナーとしてスタートした。年末年始や祝祭日は休止なることがあり、「あったらかけてよ」（下記参照）に差し替えられることもある。また、ジャパネットが『チャレンジデー』や『利益還元祭』などの特別企画を行う場合は祝日でも放送がある（当初は10時台のみだったが、11時台にも放送される場合もある）。ジャパネット担当者が一方的に語る他局とは異なり、担当者（特にジャパネットたかた前社長の髙田明）とパーソナリティーとの掛け合いが目玉。またパーソナリティー2人が気に入った商品があると、生放送中でも担当者に直接注文することがある。2007年2月3日・2008年2月2日にジャパネットたかたとの共同企画で、佐世保本社のスタジオより1時間の生放送を行った（2008年の時は共同企画特別PCサイトから放送の様子が見られるよう、動画も配信された）。また2009年10月3日に行った1時間の生放送の共同企画では、東海ラジオ本社スタジオにジャパネット担当者を迎えての特別バージョンとなった（前日の10月2日には、東海ラジオのスタジオで担当者が直接商品紹介を行った[32]）。以降も定期的に特別番組が放送されている。
- ランチリクエスト
11時40分頃放送。企画ネットコーナー。リスナーのリクエスト曲を紹介する番組。稀ではあるが番組内で当日話題になった曲が流れることがある[33]。また、タクマが阪神ファンということもあり、トーマス・オマリーが歌う「オマリーの六甲おろし」（「オマリーのダイナミック・イングリッシュ」に収録）が不定期でかかったことがある。

### 箱番組
東海ラジオの平日のワイド番組でも箱番組の数が多い傾向が見られ、10時スタート時代はネットの箱番組は1本もなかったが、9時スタートになってからは時間移動を含め、今まで9時〜10時に放送されていた箱番組を内包したことから、企画ネットを含め、数が多くなってしまった。その後、2016年春の改編により週1回の放送となったために箱番組の数は一時より減少した。2017年4月より30分番組への短縮に伴い、箱番組は全廃された。
- 純喫茶・谷村新司（2000年4月3日 - 2013年3月29日。9時50分頃（9時スタート前）→11時20分頃（9時スタート後）） - 文化放送制作。
- 氷川きよし節 （2013年4月1日 - 2014年9月26日。11時20分頃 - ） - 文化放送制作。 かつては日曜早朝5時から独立枠として放送されていた。2014年秋の改編により、同年9月29日以降は放送時間変更のため『日替わりラジオ コレカラ』に内包。
- TOKYO UPSIDE STATION（2010年4月5日 - 2014年9月26日。12時5分頃 - 20分頃） - 2014年秋の改編により、同年9月29日以降は放送時間変更のため『日替わりラジオ コレカラ』に内包。
- 久光製薬 リラックスタイム「前略　幸せです」【提供：久光製薬】 - 企画ネット。
前述の『太陽とバナナ』の終了で再び「かにタク」で放送されるようになった番組であったが、2016年春改編での週1回放送移行に伴い、放送終了。東海ラジオ内での「久光製薬 リラックスタイム」枠は消滅した。
- リフォームECO・住まいのワンポイントアドバイス
9時台に放送。
- ナカコマ未来ホームズ夢タイム（火 - 金曜日）
9時台に放送。
- 東海・東南海・南海大地震キャンペーン どうなる?どうする!（月 - 木曜日）
「かにタク」の枠内では、火曜日と木曜日に放送されていた。「矢野きよ実の朝は矢野流」内包枠へ移動。
- 曜子のおしゃべり倶楽部→曜子のわくわくワーク（水曜日）
10時台に放送。
- しあわせ家族・家づくり大作戦（木曜日）
10時台に放送。
- たまごの知恵袋（毎週火曜日、2006年頃 - ）（提供：中日本株式会社）
番組・リスナーが紹介する卵を使用した料理を紹介したりしたほか、卵を使った商品を扱っているお店を紹介したりした。
- いい旅、ふた旅、ぎふの旅　岐阜県自慢したもん勝ち（毎週木曜日）（提供：ひだみの観光推進協議会）
- 飛騨美濃スーパーゴールドマーケット（提供：大垣共立銀行）（岐阜県から様々なお知らせを伝えるが、ここではパーソナリティ自身が伝えていた）
- クラウンレコード1万円クイズ
内容は歌手に関するクイズなどを出題する他局と異なり、単純に毎週1曲の曲名当て[34]となっている。メールのみ11時30分締切り（11時30分以降に送られてきたものはハガキ同様に翌日に繰り越される）。キャッチフレーズは「曲名（題名）を当てて1万円をもらおう!」[35]。メールアドレスは当初番組宛と一緒だったが、その後独自のものを設けた。
- ダイヤモンドってなにぃー?（水曜日。10時台前半）
ダイヤモンドに関する話を、美宝堂専務であった野々垣敬（メイン）とタクマ（主に聞き手）が取り上げ紹介していく。過去に美宝堂協力により、数限定のラジオショッピング[36]を行った事もある。
- こんにちは三重県です（火曜日） - 三重県から様々なお知らせを職員が伝える。「宮地佑紀生の聞いてみや〜ち」の枠内へ移動し、現在も同じ時間帯で放送中。
- VIVA!岐阜県（水曜日）
- 県警インフォメーション（木曜日） - 週替わりで東海3県の各県警察からお知らせを伝える。現在は「日替わりラジオ コレカラ」の枠内へ移動。
- 安心めっせーじ（金曜日）【提供：JA共済連 愛知】

その他、以下の各箱番組は、『タクマのHAPPY TIMES!!』（略称：「ハピタイ」）内へ移動した（★印は2017年4月の30分番組への短縮により「ハピタイ」内へ移行）。
- 生活情報〜歯、お元気ですか〜（月曜日）
- 過払い金、まるごとスッキリ法律相談（月曜日、弁護士法人プロフェクト法律事務所によるミニコーナー）
- お墓の学校（火曜日、10時40分頃、2015年9月1日より放送開始） - 聞き手：成田香織、岡崎市の墓石製造販売会社・やすらぎや（有限会社 石のセンター稲葉）代表 稲葉敏夫による墓に関する情報・相談ミニ番組[37]（「ハピタイ」へ移行後、2016年9月をもって放送終了）。
- Crest'n Cafe 〜満足の、その先へ。〜（水曜日 10時15分頃）- 聞き手：深谷里奈（当時、東海ラジオアナウンサー）、株式会社クレストンホームの社長、社員などが出演する住宅情報ミニ番組（「ハピタイ」へ移行後、2017年3月をもって放送終了）。
- こんにちは愛知県です（第1・3木曜日） - コーナーのはじめに「♪〜アイアイアイ〜アイ〜チ！」と愛知県オリジナルのジングルが放送される。
- 武田鉄矢・今朝の三枚おろし（文化放送制作。9:15頃）【提供：コメリ】★
- 神野美伽のオツな一日（9:35頃）【提供：愛昇殿】★ - 提供枠は、前番組である「桂小枝のキンコン冠婚」から同じ。

※「～今朝の三枚おろし」「～オツな一日（前身の「～キンコン冠婚」）」は、以前は9時台のミニ番組集合枠で独立番組として放送されていたものが、「かにタク」の9時スタート移行に伴い、そのまま番組内に内包された。さらにその後、2013年秋改編で「矢野きよ実・山浦ひさし 太陽とバナナ」開始とともに同番組へ内包。2014年秋改編で「〜太陽とバナナ」が終了し、「かにタク」の放送時間が再度繰り上がったため、再び「かにタク」枠内で放送されるようになった番組である。2017年4月より30分番組への短縮に伴い「タクマのHAPPY TIMES!!」へ移行。
- 城山敬康先生の眼科Q&A（10:15頃）★ - 聞き手:青山紀子（東海ラジオアナウンサー→フリーアナウンサー）。
- 堀田商事 インフォメーション（2016年春改編以降は9時台）★ - 蟹江、タクマがCMキャラクターを務める堀田商事による同社の前日の貴金属（金・プラチナ）買取価格を案内するミニコーナー。
- 名古屋市インフォメーション（10:35頃）★
- かにタク 牛に聞いてミルク!（10:40頃）★ - 【提供:東海酪農業協同組合[38]】
牛乳に関する面白い話・役立つ話をパーソナリティが紹介していく。なおコーナー初期では、リスナーから募集した牛乳を使用したレシピを紹介していた。「ハピタイ」へ移行後は「ハピタイ 牛に聞いてミルク!」に改称され、継続。
- スーパードクターに聞いたもん勝ち★
名古屋ハートセンター院長の大川育秀による健康相談。聞き手が蟹江[39]であるため、2016年4月より金曜日への1回放送移行に伴い、木曜日から放送枠を移動した。

### 時間枠のスポンサー
いずれも、ワイド番組時代について記す。
- 10時の時報後の数分間【提供：大須ういろ・ないろ】[40]
- 9時9分頃のスポットCM【提供：東海漬物】 - 同社のブランド「きゅうりのキューちゃん」に因み、毎年9月9日が「きゅうりのキューちゃんの日」である[41]ことから、毎年8月上旬頃より同時間帯に時報（「9時9分頃をお知らせします」と告知）を兼ねたスポットCMを放送。
- 11時30分頃から数分間【提供：バローグループ】（2007年・2008年の7 - 8月頃に11時30分頃から数分間の部分の期間限定のスポンサー）

### ハト時計
- 3時間に放送枠が拡大された2004年10月からCM明けやお便りを読む前にハト時計が登場するようになった。しかし、自身では時刻を伝えず、3回の鳴き声の後、「タクちゃ〜ん。（蟹江さ〜ん）今何時?」とパーソナリティに聞いてくるので、時刻を聞かれたパーソナリティーは時計を見て時刻を答えなければならない（ピンチヒッターの時も同様）。また2007年4月2日放送からは「テツさ〜ん（モヨさ〜ん）今何時？」と聞くようになり、それに合わせてそれぞれが「ばばぁ〜ずBarber」でのテツさん・モヨさんの声で時刻を答えるようになった。また「今、何分？」「今、何秒？」と聞く場合もある[42]。一発目は、『モヨさん（タクマ）』で、事前に知らされずに振られたため、タクマが慌てふためいていた。また、ハト時計の時刻聞きが6回連続で『モヨさん』だった事があり、タクマが「ええ加減にせえよ!」と怒った事もある。
- 村上和宏（東海ラジオアナウンサー）がピンチヒッターを担当した2007年7月9日頃からは、今までの声に加えて東海ラジオのアナウンサーも加わり、「呼んだだけ」「今日、何日？」「今日、何曜日？」「今、元気？」「昨夜、何食べた？」「おはよ〜」といつもと違う呼びかけがあったり（時間が00秒及び30秒丁度の場合、付け加えて時間を伝えたりする事もある。）尚、「何曜日？」と言う問いかけの場合、正解するとファンファーレが鳴り、外れると「フォワンフォワンフォワァァァ〜ン」というしおれた効果音が鳴る（後述にもあるが、他のコーナーでも多用されている）。
- プロ野球のシーズン中、特に阪神タイガースが前日に敗れた場合は阪神ファンのタクマ向けに「タクちゃん、昨日は…」と呼びかける事が多い。タクマは「こ、これ以上は悔しくて言えません…。代わりにお願いします」と蟹江に振るのが定番の対応である。最近は「タクちゃん、昨日は悔しかったなあ…。わかりますよね?」という振りにわざと野球以外の話題を出して応じるというパターンもある。
- 蟹江・タクマが休んでいる時はここで蟹江やタクマの声が登場してくる。また、タクマに対しては天野良春の声で「タクちゃーん、タクちゃーん…」とオカマっぽく呼びかける声もよく流れる。
- 近年では、アナウンサー（主に安蒜豊三や源石和輝など）・他番組パーソナリティによる声マネ（アニメキャラ・有名人等）や、内包番組のパーソナリティー（「武田鉄矢・今朝の三枚おろし」の武田鉄矢、「氷川きよし節」の氷川きよしなど）、東海ラジオを訪問したゲストによるハト時計も登場していた。ただし、時間は聞かれないので蟹江やタクマがハト時計に反応した後で時刻を言う。この時、タクマは時刻を間違えることが多く、外れると前述の「フォワンフォワンフォワァァァ〜ン」という効果音が流れることが多い。
- 2016年春改編で週1回放送へ移行してからはハト時計は使われず、ジングルがメインで使用されている。

## 番組独自のアクション・用語
せぇ〜の〜ポン！
- 手でこぶしをつくり、頭の右を軽くたたくこと。番組内（11時の時報前）、番組関連のイベント（公開録音先などリスナー以外の人が周りにいる場合は説明がある）などで行われる。片手を使って行うため、自動車を運転中の人はやらないよう注意がある。元々は渋滞中のリスナーからのメッセージをきっかけに、番組を聴いている運転中の人達が「同じ番組を聴いていますよ」っということを示すためであるが、簡単な市場調査という意味合いもあるらしい[43]。なお、「せぇ〜の〜ポン！」は、「タクマのHAPPY TIMES!!」でも、同様に11時の時報前に行われている。
  - 関連 - （せぇ〜の〜）スッポン! - 病気を体内から追い出してほしい時や安産願いなどで番組にリクエストがある。最初に安産願いでタクマが「ス」を無声音で「スポン！」と言ったときは、横で蟹江が吹き出し、そのままCMに入った。同様に「タクマのHAPPY TIMES!!」でも、11時の時報前に行われていた。

イザベル
- 痛いけど気持ちのいい時に使う表現。かつては「私のイザベル」（2003年頃 - 2004年頃、火曜・10時台に放送。シャルル・アズナブールの『イザベル』がコーナーテーマ曲として使用されていた）というコーナーもあり、リスナーが体験したイザベルを紹介していた。
  - その後、2018年10月1日にアズナブールが死去。翌2日放送「タクマ・神野のどーゆーふー」内の「ランチリクエスト」には『イザベル』のリクエストが相次ぎ同曲が演奏されたが、この時は時間の都合上ハイライトとも言えるサビの部分が流されなかったことから、さらに翌3日には10時台の一部の時間を利用し改めて同曲がフルコーラスで演奏された。

まんがって
- 「頑張って」という意味。タクマの息子さんが言葉を覚えている時代にうまく「頑張って」といえず、「まんがって」と言っていた事から来ている。

まあ、どういう風〜!?
- 元は坂口美奈子の持ちネタ＆口癖だった。かつては「まあ、どういう風〜!?」というコーナー（2003年頃 - 月曜・10時台に放送）も存在し、リスナーが体験した「まあ、どういう風〜!?」と思わず言いたくなるエピソードを紹介していた。

お前なんか嫌いだ!
スケアリーだわ
- 意味は英語のscary。2004年頃から使われるようになり、リスナーからの恐ろしい話やゾっとするような話などに使われることが多い。

お前はあほか!
- 思わず「お前はあほか!」と言いたくなる時に、横山ホットブラザーズのノコギリネタの節にのせて言う（使う）。

やかん様
- やかんに細く巻きやすくしたハンカチなどの手ぬぐいを巻いてやかんに顔を書いて『やかん様、やかん様、○○（探しているもの）を探しています。よろしくお願いします。』っというと探し物が見つかるというおまじない。パーソナリティの2人も試して見つかったほか、リスナーから反響のメッセージも届いている。

おこきになる（おこきになった）
- 「喋った」、「話した」という意味。同様の意味で「おほざきになる」という表現が使われたこともある。

植毛職人（さん）
- いわゆる『あそこに生える毛』を夜中に植えにくる妖精の事。

違うかっ!
- 1人でボケツッコミを行う時に使うフレーズ。2009年5月中旬頃から番組内で使用されることが増えた。元々はお笑いコンビものいいのネタより。

罰当たり（ばちあたり）ディレクター
- 突然本番中のスタジオ（副調整室）にやってきて（登場当初はかにタクスタッフではなかったが、後にディレクターとして関わる）、かにタク関係者が食べるお菓子などを食べたり、イタズラを行ったりする。元々蟹江が置いた盛り塩を邪魔だと言い足で移動させたことから命名された。タクマとは「NORINORIあふたぁぬーん」で関わってからの関係。ちなみにかにタクと同じく平日放送の「安蒜豊三 夕焼けナビ」と、タクマ出演の「天タクの歌謡曲でドーダ」のディレクターを担当していたが、前述のとおり、後にかにタクスタッフとして加わる。

謎の中国人・営業中
- 2009年6月29日にサブちゃんねるにて「天タク香港・マカオツアー」での写真ギャラリーを掲載し、その中に中国人の格好をしたタクマの写真を載せる。翌6月30日の花当てクイズにてタクマが「これを間違えたら明日中国人の格好をしてここに来る」と宣言するものの見事に当ててしまい、翌日は普通の格好で東海ラジオに来た。7月2日にリスナーから「花の名前を50回間違えたら中国人の格好をするのはどうですか？」という提案があり、即、採用。当日よりサブちゃんねるにて花の名前を間違えた回数がカウントされるようになる。そして、8月3日に累計50回を迎えた。翌日に「謎の中国人・営 業中」として東海ラジオに登場し、そのままの格好でオンエアに臨んだ。尚、サブちゃんねる内で掲載された写真のうち、1つが携帯サイトの壁紙用としてダウンロードできるようになっている。

右大臣・左大臣、三人官女
- 2010年1月下旬頃から番組内などで使用している。名前の由来は、ひな祭りが近かったこともあり、雛人形の段飾りに飾られている人形に由来している。花クイズの不正解が多いおなじみの男性リスナー2人をそれぞれ『右大臣・左大臣』、また花クイズで比較的正解が多いおなじみの女性リスナー3人を『三人官女』と呼ぶようになった。

畳屋さん
- タクマが幼少の頃にいた尼崎市の自宅付近に住んでいた畳屋経営の男性。畳作り用のナイフを手に、幼い頃のタクマを追い掛け回した事もあるらしい。ハト時計では「ひぐちならいち」さ〜んと呼ばれタクマがこの男性の口調で時間を知らせる。（氏名も含め）実在の人物であるかは不明。

気絶する、気を失う
- タクマがオンエア中にボーっとしている状態の事。この時、お便りの内容を読み間違えたり、ハト時計の呼びかけの答えを間違えて答えてしまう等の混乱が起きる。

NHK
- 『NIHON HANSODE KYOKAI（日本半袖協会）』『NIHON HIESYO KYOKAI（日本冷え性協会）』の略。元はタクマが寒い時期になっても相変わらず半袖、半ズボンで出社する事から話題となり、リスナーからの提案で生まれた。その後、蟹江より「冷え性もHだから、NHKになるね」と提案した事より、半袖協会の場合は「NHK COOL」、冷え性協会の場合は「NHK HOT」と、名称を分けた。もちろん、東海ラジオ近隣にある放送局の「NHK」とは一切関係ない。

あたためますか!
- タクマはオンエアのほぼ毎日、コンビニエンスストアに立ち寄って差し入れのお菓子を購入してから放送に臨むが、ある日、コンビニで春巻を購入した際、外国人の店員がホットショーケースで保温しているにもかかわらず、片言の日本語で「あたためますか!」と聞いてきたことがきっかけとなり、ちょくちょくネタとして登場する。ただし、タクマ曰く2018年春以降は姿を見かけなくなったとのことである。

## 番組グッズ
現在
- ばば〜ずマジックDVD○（別名・おばあちゃんマジックDVD（ビデオ）。現在は「7」。当初はビデオだったが、現在はDVDになった。制作はビデオ時代からタクマが担当している。2009年6月には「-ビデオ1」をDVDに復刻させたバージョンがおばあちゃんクイズの景品となった）
- かにタクワールドを収録したDVD〔著作権の関係でカットしてあるマジック部分を除くダイジェストバージョン。聴いて元気週間（いわゆる「聴取率週間」）などを中心にリスナーにプレゼントされる。2009年4月に行われた聴いて元気週間では過去のかにタクワールドの名場面を集めたDVDがプレゼントされた〕
- 魔除け〔当初はお札だったが、現在は色紙に蟹江・タクマのサインと怖い写真が貼られている（パーソナリティー曰く、いろんな意味で怖いらしい）。この写真は携帯魔除け・魔除けストラップともに不定期にバージョンが代わる〕
  - 携帯魔除け（魔除けの写真にサインを入れて、パウチしたもの。）
  - 魔除けストラップ（魔除けの写真を携帯ストラップ用にキーホルダーサイズにしたもの。2009年6月8日から魔除けシリーズの写真が変更されると同時にストラップ自体も変更になり、2010年5月10日からプレゼントされる魔除けストラップの紐の部分は、今までの黒い紐から赤い紐にリニューアルされた。）

過去
- 無地の番組特製テレフォンカード
- 番組特製切手
- 番組特製ジャンパー
- 番組特製クロック（番組ロゴがはいっているだけで特徴はないらしい[44]。）
- 番組特製マグネット
- 番組特製ステッカー
- 謎の中国人 営・業中さん ジグソーパズル[45]

## タイアップ企画

### かにタク握ったもん勝ち・巻いたもん勝ち
- 2001年6月にサークルKとのタイアップ企画で、期間限定のかにタクおにぎりシリーズとして、「かにタク握ったもん勝ち」「かにタク巻いたもん勝ち」（主な具にはパーソナリティの名前をもじって、蟹（蟹江）沢庵（タクマ）など）をそれぞれ販売（最終的には、合計で約68万個を売り上げる大ヒットとなった）した。おにぎりを買うと、抽選で番組主催イベントの入場券を得られるなどの特典もあった。
- 2008年4月28日から5月12日まで「あの伝説のおにぎりが帰ってきた!!かにタクおにぎり」と題して、巻いたもん勝ちの具が若干変わった点以外は当時とほとんど変わっていない状態で、当時と同じサークルKのほか、サンクス(当時は別々の企業だったが、現在は合併)でも発売された。特に握ったもん勝ちは、当時のレシピを基に再現されている。今回はコカ・コーラ製の「綾鷹」＋どちらかを含むレシート(対象商品以外を含んだレシートでも可能)を東海ラジオに送ることにより抽選で500組1000名に、6月25日に中京大学文化市民会館(旧名古屋市民会館)・プルニエホールで行われる、かにタクスペシャルワールドへの招待券か、外れても抽選で番組特製の魔よけお買い物券がプレゼントされた[46]。
- 2009年9月7日から9月23日までの2週間限定で、「忘れられない！むかし沖縄で食べたあの味」をテーマに、沖縄ではおなじみのランチョンミートを使った「かにタクおにぎり2009」と「かにタクチャーハン2009」がサークルKサンクス（東海三県と和歌山県の一部（串本以東））で販売された[47]。商品開発にはパーソナリティの意見も含まれており、料理ができるタクマが自ら試作品を作って会議に参加した事もあった[48]。なお、商品パッケージにある応募点数を2点分（おにぎりは1点、チャーハンは2点）を応募用紙に貼って応募すると、同年10月12日に名古屋市公会堂で開催の「サークルKサンクスプレゼンツ かにタクスペシャルワールド」へ抽選で700組1400名に招待された。
- 2014年7月29日から8月18日まで「ほっぺたが落ちたもん勝ち」と題し、「かにタク握ったもん勝ち かにタク復刻版」と新作の「かにタク握ったもん勝ち ピリ辛味噌肉炒め」、かにタク巻きと新作の鮭の西京焼き・鶏の醤油麹焼きがセットになった「かにタク巻いたもん勝ち 3種の巻三昧」が、東海三県のサークルK・サンクスで販売された。「かにタク握ったもん勝ち・巻いたもん勝ち」の1品以上を含む合計500円(税込)以上お買い上げのレシート貼って送ると、「かにタクオリジナル 目覚ましクロック」が30名にプレゼントされた。

### こだわりの志の田うどん（キンレイとのコラボ商品）
2007年11月27日からは第3弾として、キンレイとのコラボレーション商品『かにタクプロデュース こだわりの志の田うどん』が、東海3県のユニーグループで発売された。
2008年1月下旬現在で28万食を売り上げる大ヒットを記録となり、翌年以降もキンレイとのコラボレーション商品が発売されている。特に志の田うどんは人気が高く、2009年に一度復活し、2012年以降は毎年販売されている。
近年はradiko.jpプレミアムの普及に伴い、東海3県以外の放送対象地域外リスナーが増加したことで、販売されている東海3県のユニーグループの店舗へわざわざ来店して、買い溜めをしたといった投稿がしばしば見られた。（現在はキンレイの公式ホームページ内からも購入可能となった。）
2016年4月から番組が週1回の放送になることで、リスナーから「志の田うどんはどうなるのか」との投書があったが、2016年度も発売され、土曜へ放送枠が移動した2017年度以降、日曜へ移動した2022年度も引き続き「志の田うどん」が発売されている。
2007年
- かにタクプロデュース こだわりの志の田うどん
  - 2007年11月27日から、東海3県のユニーグループで発売された（予約はサークルKサンクスのみ）。
  - 化学調味料を一切使用せず、道南産昆布と鰹節の出汁に、鶏ガラのスープを加え、コクを出している。
  - 2008年1月下旬現在で28万食を売り上げる大ヒットを記録し、1月31日に東海ラジオ放送本社でキンレイの木林靖治社長から表彰された（この模様は番組HPでも掲載されている）。
  - うどんの残った汁の利用法（おじやなど）が番組内で紹介された（道南産昆布を使うなどつゆにまでこだわった結果だと言える）。この傾向は第2弾の鴨ねぎうどんでも続いた。

2008年
- かにタクプロデュース だしが自慢の鴨ねぎうどん
  - 2008年11月25日、ユニーグループ（ユニー、アピタ、サークルKサンクス、ラ・フーズコア、ユーストア。アピタとユニーは長野県内でも発売）で発売された（予約はサークルKサンクスのみ）。
  - あっさりしながらも深みのある鴨なんば出汁で、麺にはうどん用小麦「さぬきの夢2000」を使用している。

2009年
- かにタクプロデュース こだわりの志の田うどん

- かにタクプロデュース だしを極めた彩り五目うどん
  - 2009年11月9日、ユニーグループで販売された（予約はサークルKサンクスのみ）[51]。
  - つゆのダシに、魚介節・昆布・椎茸に加え、あご（トビウオ）をアクセントに使ったほか、麺はうどん用小麦「さぬきの夢2000」を100%使用し、風味豊かでもちもちした食感が特徴となった。

2010年
- かにタクの厳選素材五目うどん

- かにタクなつかしの味中華そば

2011年
- かにタクのとろ～りあったかあんかけうどん

- かにタクこだわりのおかめうどん

2012年
- かにタクプロデュース こだわりの志の田うどん
- かにタクのだしがきいたまろやかカレーうどん

2013年
- かにタクプロデュース こだわりの志の田うどん
- かにタクのみそ鍋うどん

2014年
- かにタクのこだわり新志の田うどん
- かにタクのこだわり肉うどん

2015年
- かにタクのこだわり志の田うどん
- 八丁味噌がミソ！かにタクのこだわり新カレーうどん
  - 2015年10月26日、サークルK・サンクスと、アピタ・ピアゴで発売。
  - 隠し味に八丁味噌が、麺には三重県産の小麦・あやひかりが使用されている。

2016年 - 2022年
- かにタクのこだわり志の田うどん
  - 2016年
    - 2016年10月31日、『タクマのHAPPY TIMES!!』の「タクマの驚き!! 味噌カレーうどん」と同時発売となった。
    - ユニーとサークルKサンクスの親会社だった「ユニーグループホールディングス」が2016年9月にファミリーマートと経営統合し、新しい親会社の「ユニー・ファミリーマートホールディングス」と、サークルKサンクスに（旧）ファミリーマートのコンビニ事業を統合した新「ファミリーマート」が発足したこともあり、発売はアピタ・ピアゴのみとなる一方で、発売元であるキンレイの公式ホームページ内からも購入することも可能となった。

  - 2017年
    - 2017年10月30日、『タクマ・神野のどーゆーふー』の「タクマのひきずり鍋風 鶏すき焼きうどん」と同時発売。

  - 2018年
    - 2018年10月29日、『タクマ・神野のどーゆーふー』の「タクマのちゃんぽん 八丁味噌使用」と同時発売。

  - 2020年
    - 2019年冬は発売されなかったが、2020年2月18日に『タクマ・神野のどーゆーふー』の「タクマのちゃんぽん カレー風味」と同時発売。
    - 販売経路もこれまでのキンレイ公式オンラインショップ、東海三県のアピタ・ピアゴに加え、イオン・マックスバリュ、V・drug、カネスエの各店舗に拡大された。

  - 2021年
    - 2021年4月19日、『タクマ・神野のどーゆーふー』の「タクマのこだわり出汁 ちゃんぽんうどん」と同時発売。
    - 販売は、東海三県のイオン・マックスバリュ、V・drug、アピタ・ピアゴ。
    - 東海ラジオの関連会社が運営する「尾張温泉東海センター」の飲食コーナーにて「ちゃんぽんうどん」とともに数量限定で提供された。

  - 2022年
    - 2022年4月6日、『タクマ・神野のどーゆーふー』の「タクマのぶっかけきしめん」と同時発売。
    - 販売は、東海三県のV・drug、イオン・マックスバリュ、アピタ・ピアゴ、ヤマナカ。
    - 昨年同様、「尾張温泉東海センター」の飲食コーナーにて「ぶっかけきしめん」とともに数量限定で提供された。

2023年
- タクマのぶっかけきしめん
  - 2023年3月発売。昨年、『タクマ・神野のどーゆーふー』とのコラボ商品として発売され、大好評であったため、再販となった。
  - 『どーゆーふー』の番組終了に伴い、番組とのタイアップではなく、東海ラジオとのタイアップとして発売された。商品パッケージには『かにタク』の番組名の記載もなく、タクマ単独の写真が使用されている。

## イベント
下記の情報は、いずれもリスナー参加型のイベントだか、かにタクワールドなど一部は競争率が高く参加することが大変厳しいというくらい応募が多い（稀に当選者が諸事情で参加できない場合は、「敗者復活戦」として再び募集をかけることがある）。番組ホームページには、イベントの写真が掲載されている。
なおかにタクワールド・公開収録などで行われるタクマのマジックがおこなわれる際の写真・ビデオ撮影は著作権が絡むことから原則禁止となっている（不定期でリスナープレゼントされるかにタクワールドDVDでもマジックの部分のみカットされている）が、一部の公開録音やイベントでは写真・ビデオ撮影が可能なプログラムでマジックを披露することもある。
- パーソナリティー2人と行く旅行
ほぼ1年に1回、海外旅行として実施される。蟹江・タクマともに同行するが、近年はお互いに出発日や帰国日をずらすことにより、2人が揃って放送を休むことは少なくなっている。
- かにタク言ったもん勝ちinリトルワールド
ウォークラリーと、番組公開収録イベント。2005年から毎年1回開催。ここで公開収録した模様を編集して、後日放送される（特番の提供は、アピタ・ユニー）。2016年は「タクマのHAPPY TIMES!!」とのコラボレーションとして放送。

※2010年は日本モンキーパークに会場変更して開催。
- かにタクワールド
毎年、抽選で選ばれたリスナーとパーソナリティー2人が名古屋市内某所（ここ最近は東建ホールで開催されることが多い）で開催されるイベント。なおこの模様は放送されることがなく（番組ホームページで写真が紹介されたり参加したリスナーからの感想のメッセージ・パーソナリティー2人の話などからある程度はわかる）、まさに「行った人しかわからない」イベント。参加方法は一部回を除き、ここ数年はばばぁ〜ずBarberからクイズが出題される「おばあちゃんクイズ」[52]で招待券がプレゼントされている。
  - 2017年3月はタクマがパーソナリティを務める「ハピタイ」とのコラボレーションにより、「ハッピーかにタクワールド」として実施されている[53]。
  - 2018年3月は「どーゆーふー」のみのコラボレーションに変更され、「タクマ・神野のど～ゆ～ふ～スペシャルライブ」として行われている[54]。

- - 2008年6月と2009年10月には、それぞれの企業協賛による「かにタクスペシャルワールド」と題したイベントも開催されている。本家は参加者のみが楽しめるが、スペシャルワールドは企業協賛の為もあってか、後日特番として放送された。
- かにタク徳島お遍路倶楽部スペシャルイベント（2007年10月8日など数回開催）
関連して徳島ツアー旅行も2007年9月29日・30日に開催された。
- 公開生放送〔かつては毎年5月頃に行われていたゴールデンウィークフェスタ（旧・名古屋わんぱく祭）のステージなどを中心に行われていた。現在は公開収録・かにタクワールドが中心となった〕
- 地震防災シンポジウム
年1回、今後発生が予想されている「東海地震、東南海地震、南海地震」の被害を最小限に防ぐのを目的に、地震や防災といったテーマで開催されているイベント。毎回テーマに詳しい有識者2〜3人とかにタクの2人も参加しての討論が行われるのと、ばばぁ〜ずBarberの2部構成で行われる。なおイベントの模様は、後日特番として、ばばぁ〜ずの部分を中心に放送される。

上記番組公式イベント・公開収録とは別に、主催者のオファーにより不定期（年1〜2回程度）でかにタクコンビで出演するイベント（ラジオでの放送なし）がある。

## その他・エピソード
- ワイド番組時代の裏番組にあたる、CBCラジオ『つボイノリオの聞けば聞くほど』とは、パーソナリティ同士の仲は良く、『RADIO ON THE GO!〜ラジオといっしょに出かけよう〜』ではスタジオを結んで、同時生放送をすることもあった。2015年10月1日には同日から始まったFM補完放送の開始を記念して蟹江がCBCに、「聞けば聞くほど」の小高直子（CBCアナウンサー）が東海ラジオに出向き、双方入れ替える形で「合同特別企画」として同時生放送を行っている。なお、「聞けば聞くほど」に出演した蟹江は、オープニング出演後に徒歩で東海ラジオに戻り、「かにタク」の放送に出演した。
- 2008年3月21日には、NHKラジオ第1放送の放送記念日特集番組「いまこそ!ラジオルネサンス」と同時生放送を、番組冒頭と11時台の2回にわたって行った。東海地方ではNHKラジオ第一と東海ラジオの2局から2人の声が流れた。
- 番組ホームページでは2007年4月下旬頃からかにタク(AD)言ったもん勝ちとして、番組ADの3人が不定期更新で番組の様々な裏話等を日記形式で公開している。なお各日付ごとにメールのアイコンがあり、クリックすることで番組ADにメッセージを送ることができ、送られてきたメッセージが公開されている。また2008年11月1日からは『サブちゃんねる』という日記も加わった。AD日記同様にラジオでは伝えられていない裏側の様子などが伝えられており、サブちゃんねるを見たリスナーからのメッセージの内容がサブちゃんねる関連というものもあったりして、そこから話が広がることも多くなった。なおAD日記はサブちゃんねるがメインとなってからは更新されていない。
- 当時中日ドラゴンズの投手だった山本昌（山本昌広）は昔から番組を聴いており、鞄に魔除けを入れて持ち歩くほどという。以前にも相羽としえ（元・東海ラジオアナウンサー）を通じて魔除けを渡していたこともあったが、2008年12月12日に名古屋市内のホテルで行われた「ガッツナイター感謝の夕べ」に番組スタッフが直接出かけ、出席していた本人に当時の魔除けシリーズであったルネッサンスバージョンを渡したほか、ハト時計の録音を行った[55]。
- タクマ、または両方が休みの際に「ばばぁ〜ずBarber」が事前録音となることがある。2009年1月12日〜16日のタクマが休みの期間中はピンチヒッターと蟹江のコンビだったが、ばばぁ〜ずBarberは事前録音であった。放送の際、コーナー内の登場人物については適宜設定が付け加えられる（この時は、モヨが出発する空港を県営名古屋空港と中部国際空港を間違えた・パスポートの期限切れなど）。そしてこの追加は事前録音でない場合も同様であり、2014年9月22日〜26日の蟹江が休みの期間中は、「留守番に来ている」青山紀子や山崎聡子とモヨがトークをするという設定になっていた。
- 2009年8月11日から9月6日までオアシス21にてお化け屋敷アトラクション「最恐!都市伝説ホラーハウスあきら2」が開催され、東海ラジオから場所も近いこともあり話題になることもしばしばあったとこから、8月31日の放送でタクマが「今日の花の名前当てクイズで間違えたらあきら2に行っても良いよ」と発言。しかし、これは自信満々の状態であったためズバリ当ててしまった。9月2日の放送では辛うじて正解。9月3日の花の名前当てクイズも問題なく正解したためあきら2の実現はならずかと思われた。しかし、当時阪神が連勝中であり、ゲーム差も最大の13.5差から3に縮小している状態であったため、調子にのったタクマが番組最後に「今日阪神が負けたら明日あきら2に行く」と発言。結果、ヤクルトに4対2で負けたため、9月4日の放送終了後に行く事となった。この様子は9月7日の冒頭で放送したところ、その中でタクマが発した叫び声「あかん、あかん、あかん、あかん・・・。」が大反響とあり、当日のランチリクエストで再び放送。後日、携帯電話の着信音としてダウンロードできるようにもなった（ドコモのみ）。12月31日にもランチリクエストで再び放送された。尚、2010年6月18日放送分冒頭で突然オンエアされた際、いつでもオンエアに出せる態勢にある事が判明した。
- 2010年8月10日から9月5日までオアシス21において再び「最恐！都市伝説ホラーハウスあきら最終章」を開催。昨年に続きタクマが入場するかどうか期待されたが本人は頑なに拒否を貫く姿勢を見せる。しかし、2010年9月2日の放送で花当てクイズの間違いと時間報告の間違い回数が累計で300回になったため、本人は「（累計300回になった件）そっちが勝手に考えた事だ」と、納得していないものの結局行く事となった。この様子は9月6日に放送し携帯電話の着信音としてダウンロードできるようにもなった。この一件を契機にタクマが「花当てクイズ」からの卒業を宣言することになる。そして、今回も12月31日のランチリクエストで再び放送された。
- 2011年1月24日の放送では「テレビの地デジ完全移行まであと半年」としてCBCアナウンサーの多田しげおが当番組に生出演して、地デジ完全移行のPRを行った。
- 2012年2月2日の放送では、タクマが名古屋市内の積雪に伴う交通渋滞に巻き込まれ、放送開始に間に合わないトラブルが発生したため、冒頭は蟹江1人での進行となった。番組開始後にタクマは電話を通して出演し、スタジオ到着は9時9分頃だった。
- 週5日放送時代は前述のハト時計で正解・不正解の効果音を流すようになって以来、蟹江とタクマとのトークに効果音を入れる頻度が多くなっていた。ハト時計の解答時に丹波哲郎の物真似をすることに伴って「Gメン'75」のテーマ音楽、「必殺仕事人」の斬音から始まり、屁の音やオチ効果音など多岐にわたっていた。その後、週1回放送移行後は通常ジングルが使用されているため、殆ど聞かれない。
- 料理人としての経験もあるタクマが時折、自身のレシピを番組内でも紹介することがあるが、その中でも2015年4月頃に紹介した「オリエンタル」の即席カレーを使用して作る「カレーもやし炒め」（通称：「ジャアとやってチャッ」）がリスナーから大きな反響を呼び、問い合わせやリスナーからの関連投稿が相次いだ[56]。このことから、同社のホームページでもレシピが公開[57]され、その後、蟹江とタクマは同社のスポットCMに起用されている。
- なお、ワイド番組最終回となった2017年3月31日の放送では、蟹江を慕うさだまさしからのメッセージが「ばばぁ〜ずBarber」のコーナーで流された（蟹江とさだの関係については、蟹江篤子#さだまさしとの関わりを参照）。